# Jim Courtright (lekkoatleta)
James Milton Courtright (ur. 16 grudnia 1914 w North Bay, zm. 21 lutego 2003 w Kingston) – kanadyjski lekkoatleta, specjalista rzutu oszczepem.
Zajął 14. miejsce w rzucie oszczepem na igrzyskach olimpijskich w 1936 w Berlinie.
Zwyciężył w tej konkurencji (wyprzedzając Stana Laya z Nowej Zelandii i  Jacka Metcalfe’a z Australii) na igrzyskach Imperium Brytyjskiego w 1938 w Sydney. Na tych samych igrzyskach zajął również 7. miejsce w pchnięciu kulą i 9. miejsce w  rzucie dyskiem.
Był mistrzem Kanady w rzucie oszczepem w 1965.
15 sierpnia 1936 w Londynie ustanowił rekord Kanady w rzucie oszczepem wynikiem 66,30 m. Rekord ten przetrwał do 1952.